# John Andreas Husøy
John Andreas Husøy (26 gennaio 1983) è un calciatore norvegese, centrocampista dell'Harøy.

## Carriera

### Club
Husøy cominciò la carriera professionistica con la maglia del Molde, per cui debuttò nella Tippeligaen il 21 settembre 2003, quando fu titolare nel successo per 1-0 sul Vålerenga. Il 30 ottobre segnò la prima rete, nel 3-0 inflitto al Bodø/Glimt.
Nel 2006, passò al Moss. Giocò il primo incontro in Adeccoligaen il 9 luglio, nel 3-1 inflitto allo Strømsgodset. Il 19 agosto 2007 siglò la prima rete in campionato, nel 2-0 inflitto al Raufoss. Nel 2008 si trasferì al Sarpsborg Sparta, per cui disputò il primo incontro il 3 agosto, quando subentrò ad Ole Heieren Hansen nel successo per 2-1 contro lo Hødd. Nel 2009 giocò al Brattvåg.